# One in a Million
One in a Million je druhé studiové album americké R&B zpěvačky Aaliyah, které vyšlo v roce 1996. Alba se v USA prodalo přes tři miliony kusů a stalo se přelomovým v její kariéře. S albem ji pomáhali Missy Elliott a Timbaland, který produkoval převážnou část alba.

## Seznam písní
1. "Beats 4 da Streets (Intro)" (feat. Missy Elliott) – 2:10
2. "Hot Like Fire" – 4:23
3. "One in a Million"– 4:30
4. " A Girl Like You " (feat. Treach) – 4:23
5. "If Your Girl Only Knew" – 4:50
6. "Choosey Lover (Old School / New School)„ – 7:07
7. “ Got to Give It Up" (feat. Slick Rick) – 4:41
8. "4 Page Letter" – 4:52
9. "Everything's Gonna Be Alright" – 4:50
10. "Giving You More" – 4:26
11. "I Gotcha' Back" – 2:54
12. "Never Givin' Up" – 5:11
13. "Heartbroken" – 4:17
14. "Never Comin' Back" – 4:06
15. "Ladies in Da House" (feat. Missy Elliott & Timbaland) – 4:20
16. "The One I Gave My Heart To" – 4:30
17. "Came to Give Love (Outro)" (feat. Timbaland) – 1:40

## Umístění ve světě
| Stát           | Umístění |
| -------------- | -------- |
| USA            | 18       |
| Velká Británie | 33       |
| Švédsko        | 41       |